# Wengernalpbahn
Wengernalpbahn är en smalspårig kuggstångsbana i kantonen Bern i Schweiz.
Den 19,1 kilometer långa järnvägen med en spårvidd på 800 mm är världens längsta kuggstångsbana. Den går från Lauterbrunnen (796 m.ö.h.) till Grindelwald (1 034 m.ö.h.) via Kleine Scheidegg (2 061 m.ö.h.) och Wengen (1 275 m.ö.h.).
Wengernalpbahn ägs och drivs av  Jungfraubahn Holding AG som också äger Jungfraubahn och Bergbahn Lauterbrunnen - Mürren.

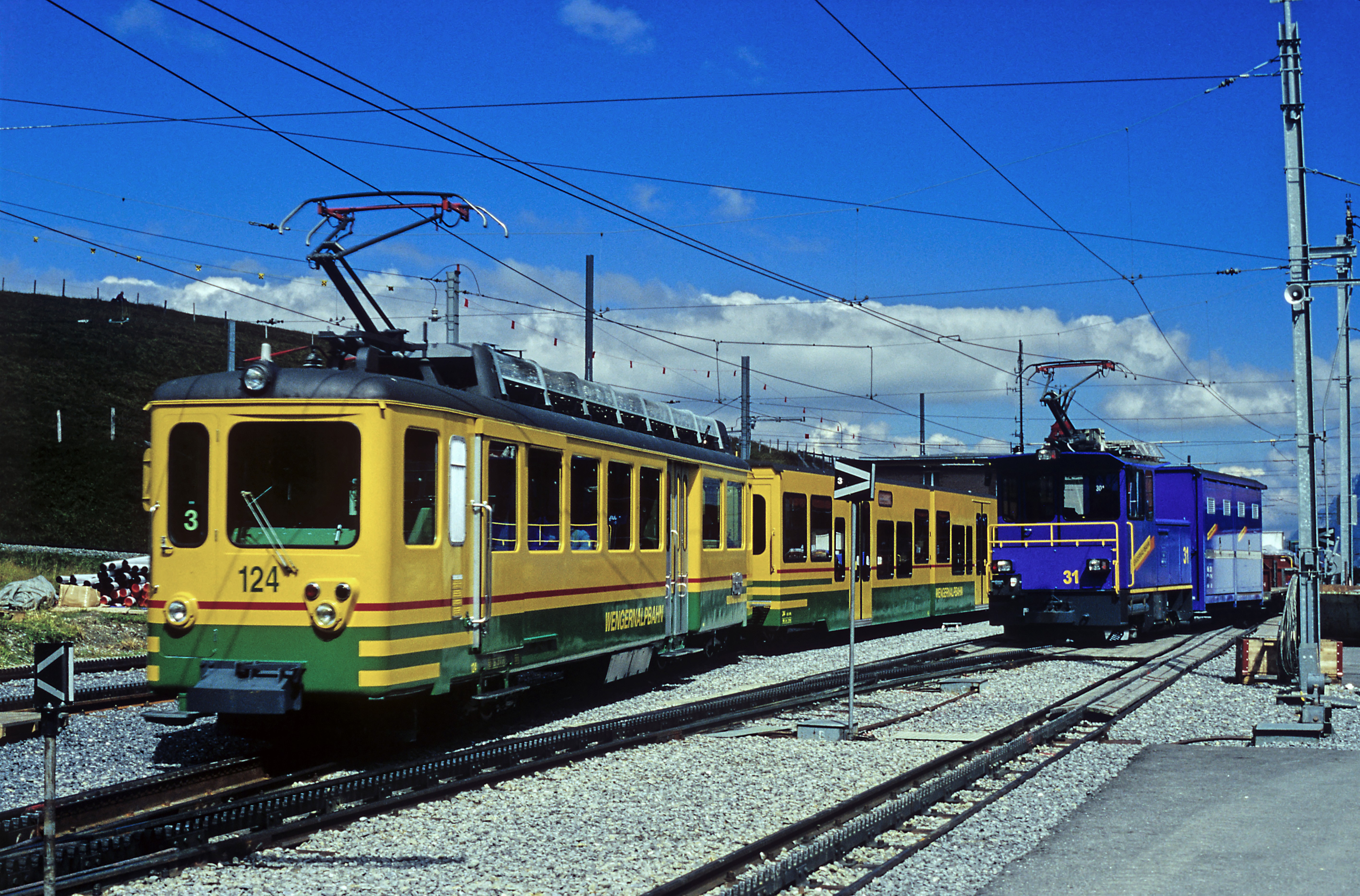
Persontåg och godståg på Kleine Schiedegg station, 2003.

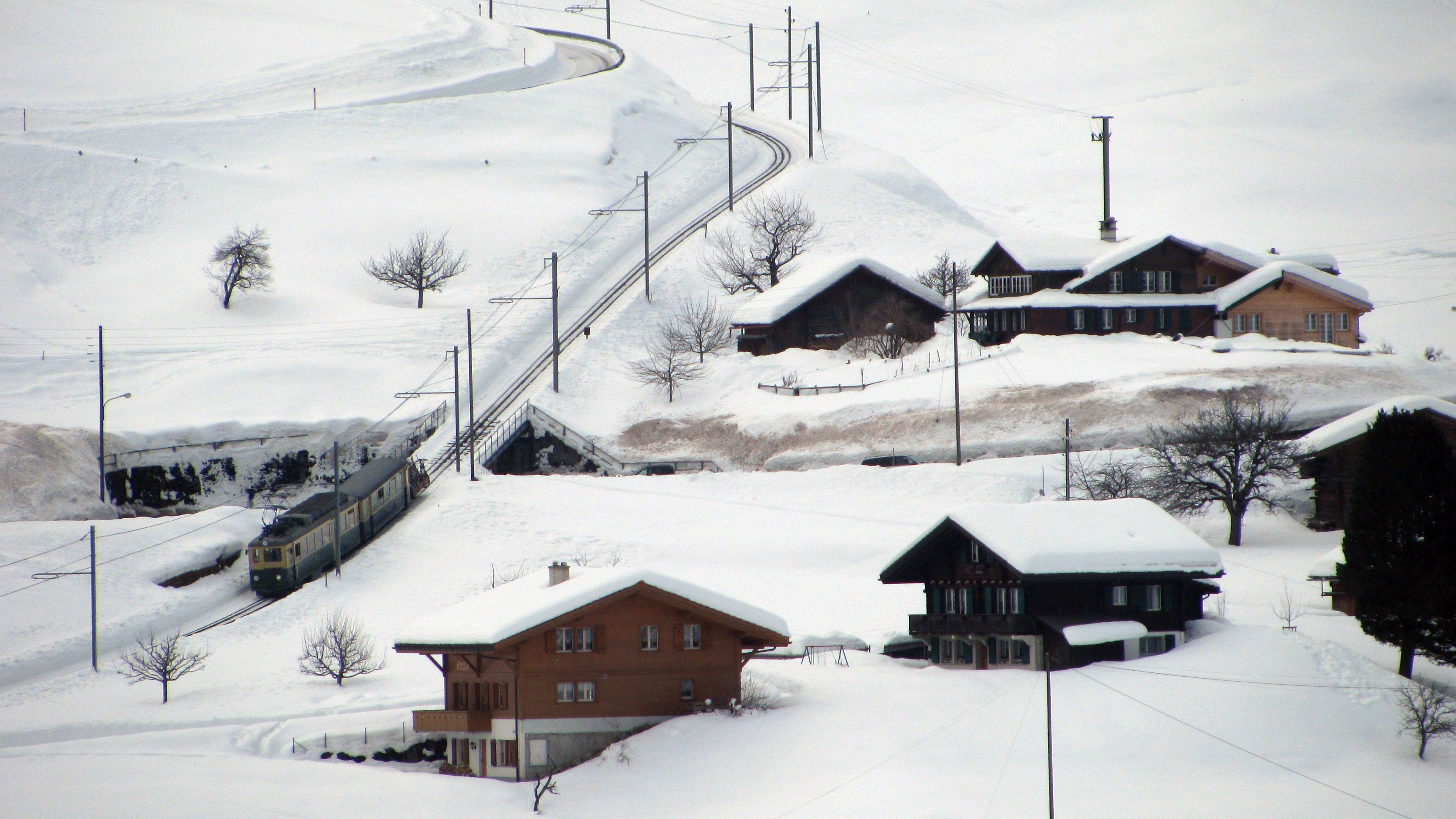
Vintertrafik.

Linjen drivs normalt från båda ändstationer till toppstationen Kleine Scheidegg varfrån man, efter byte till Jungfraubahn, kan resa till Europas högst belägna järnvägsstation, Jungfraujoch. Jungfraubahn har en spårvidd på 1 000 mm (meterspår) och ett annat elystem så linjerna använder inte samma rullande materiel. 
Av säkerhetsskäl körs loken alltid på dalsidan så man måste byta tåg på toppstationen om man vill åka hela sträckan från Lauterbrunnen till Grindelwald. Mellan Lauterbrunnen och Wengen förekommer viss godstrafik.

## Historik

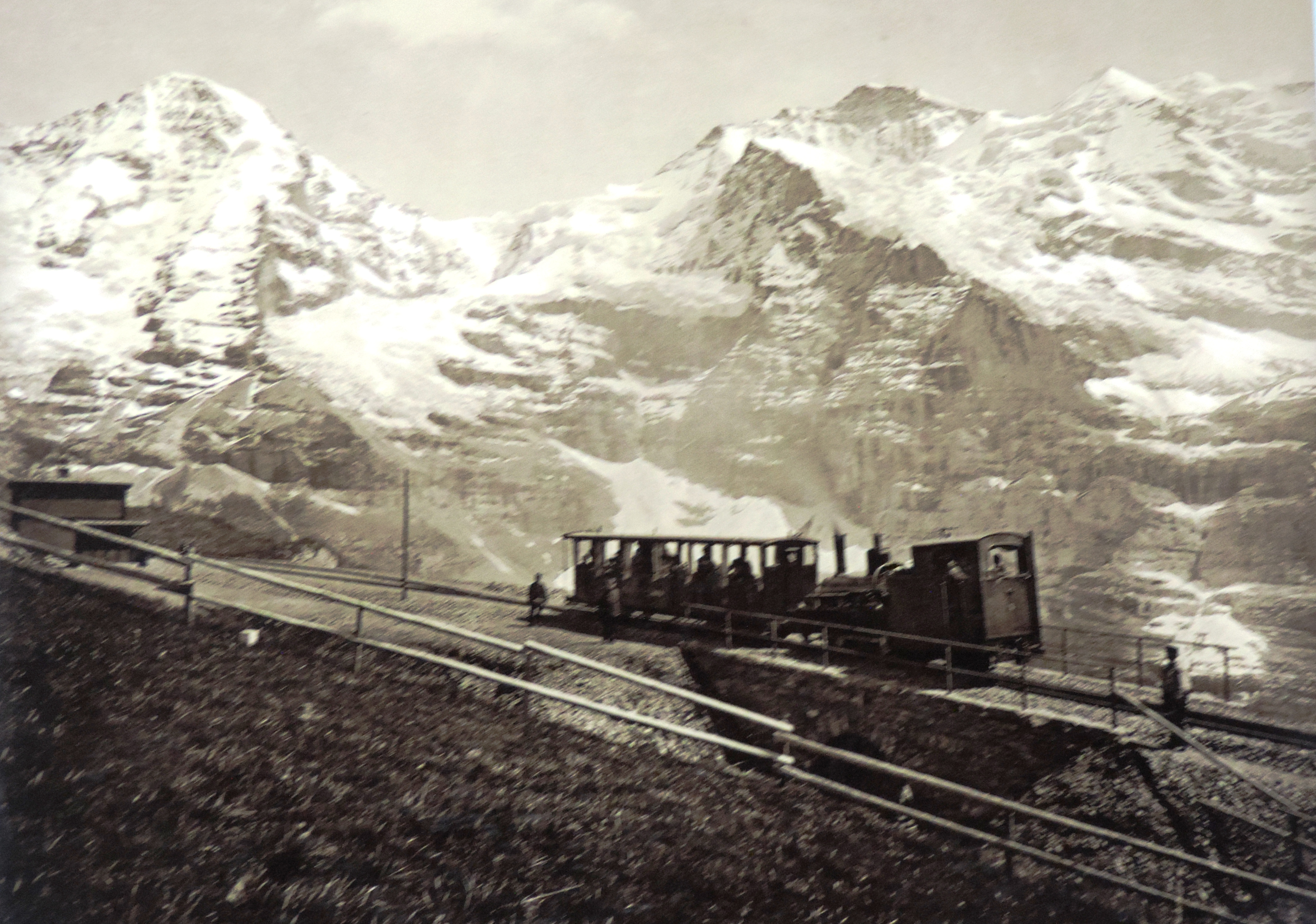
Ånglok med öppen passagerarvagn, cirka 1900.

År 1890 fick Leo Heer-Bétrix tillstånd att bygga en järnväg till Kleine Scheidegg. Det första loket levererades 1 september 1891 och användes under byggnationen. Den färdiga linjen visades för pressen i oktober 1892 och 20 juni 1893 invigdes den officiellt. Sträckan mellan Lauterbrunnen och Wengen byggdes om 1910 så att den blev längre men mindre brant. De gamla spåren behölls dock tills området återställdes 2009.
Järnvägen elektrifierades 1910 och sex år senare avskaffades de sista ångloken. Vagnparken har successivt utökats och bytts ut och 2005 kompletterades den med panoramavagnar. En del av de gamla vagnarna används nu på Schynige Platte-Bahn som byggdes samtidigt med Wengernalpbahn och har samma spårvidd och drivsystem.